# Hippolyte Wouters
Pour les articles homonymes, voir Hippolyte et Wouters.
Hippolyte Wouters (né le 6 novembre 1934) est un avocat belge, auteur de pièces de théâtre.
Il est considéré comme le pionnier du Scrabble duplicate et un des premiers organisateurs des tournois internationaux de Scrabble. Il fut le premier champion du monde de scrabble francophone en 1972, le premier président de la fédération belge et le premier président de la Fédération internationale de Scrabble francophone.

## Scrabble duplicate

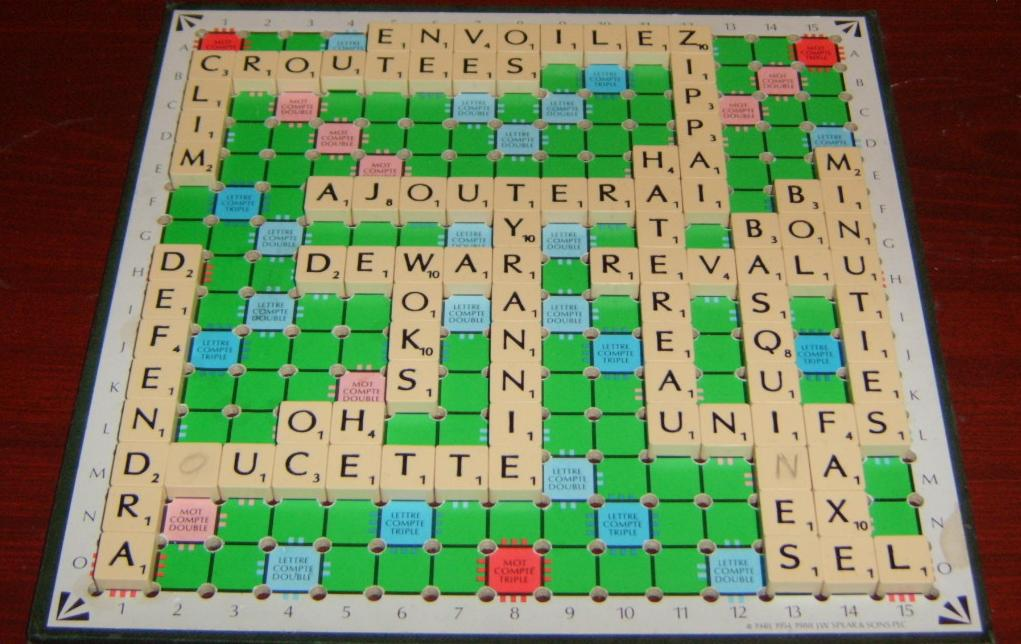
Grille d'un jeu de scrabble à l'issue d'une partie en duplicate.

En 1972, Hippolyte Wouters rend visite à Ignace et Myriam Fabri, grâce à une amie commune, Gaëtane de Potter, qui lui a parlé d'une nouvelle façon de jouer au Scrabble qui élimine le hasard des tirages, dont le principe a été mis au point par Myriam Fabri et à laquelle elle jouait en famille depuis plusieurs années.
Il est immédiatement conquis par cette formule, nommée Scrabble duplicate par analogie à une variante du bridge visant également à réduire la part de hasard dans le jeu. Il en fait la promotion, la développe et la codifie, il développe son règlement pour les clubs et les compétitions, à tel point qu'il est souvent considéré comme l'inventeur de cette formule,,. Il participera au Tournoi international de Scrabble  organisé par le club de Cannes les 28 et 29 décembre 1972. Il expose son idée au club local, aidé par l'Algérois Hamid Aouidad et une démonstration regroupant une dizaine de joueurs est organisée. Arbitrée par le commandant Maupin, président du club de Cannes, cette partie est remportée par Hippolyte Wouters et sera considérée ultérieurement comme le premier « championnat du monde de Scrabble duplicate ».

## Théâtre
Hippolyte Wouters, avocat de son métier, s’est lancé dans le théâtre assez tardivement. Officier des Arts et des Lettres de la République française, il a reçu le Grand prix de théâtre de l'Académie royale de langue et de littérature françaises de Belgique pour l'année 2003.
Après avoir publié un essai sur la collaboration entre Corneille et Molière (Molière ou l’auteur imaginaire ? aux éditions Complexe en 1999), qui fit grand bruit en France et un essai sur « L’humour chez Proust », il a repris sa thèse iconoclaste pour en faire une pièce de théâtre, Le destin de Pierre, qui fut jouée à Bruxelles en 1997 et à Paris en 1998.
Par la suite, il écrivit un dialogue entre Tocqueville et Madame Recamier (dans l’esprit du Souper de Brisville. La Conversation (1998) puis un combat de « coqs » entre Ninon de Lenclos et Françoise de Maintenon (Lenclos ou la liberté, 1999).
Après quoi, il produisit Le choix d’Hercule (2001) où il met en scène Georg Friedrich Haendel appelé à choisir entre l’indépendance et la sécurité, Cosi Fan Tutti (2003) pastiche à rebours de l’opéra de Mozart, L’exil (2005), affrontement entre Tocqueville et son épouse Mary, et Trois mariages et un entêtement qui se déroule à la fois en 1780, 1980 et 2080 (écrit avec Jehanne Sosson).
En mars 2009 L'affaire Nazareth, procès que la Belgique sur pied de sa compétence universelle fait à Jésus, a été jouée aux Palais de justice de Bruxelles, Liège, Mons, Arlon et Paris. Elle fut jouée à l'Auguste Théâtre en février et mars 2012.
Le Kid, où Cyrielle Clair tient le rôle de Chimène, a été jouée en Belgique, en France et en Suisse. Il s'agit d'un choc intemporel entre Rodrigue et Chimène et leur fils Diègue. La pièce est écrite en vers et en verlan.
Une pièce écrite avec Jehanne Sosson s'intitule Quatre jours de vie éternelle ou les révélations de Lazare.
En 2020, il co-écrit avec Dominique De Wolf une pièce sur les relations entre Voltaire et Madame du Châtelet, Dors-tu content, Voltaire ?

## Distinctions
- Officier de l'ordre des Arts et des Lettres